# Бомер, Бренда
Бре́нда Ли Бо́мер (англ. Brenda Lea Bohmer, известна и как Бре́нда Бо́мер-Кэ́ссиди, англ. Brenda Bohmer-Cassidy; род. 30 марта 1957, Камроуз, Альберта) — канадская кёрлингистка.
Играла на позиции второго.

## Достижения
- Чемпионат мира по кёрлингу среди женщин: бронза (1998).
- Чемпионат Канады по кёрлингу среди женщин: золото (1998), серебро (1999).
- Приз самому ценному игроку имени Сандры Шмирлер на женском чемпионате Канады: 1998 (по состоянию на январь 2025, из всех удостоенных этого приза она единственная кёрлингистка, игравшая на позиции «второго»).
- Команда всех звёзд (англ. All-Stars team) женского чемпионата Канады: 1998, 1999 (1-я команда, позиция «второго»).

## Команды
| Сезон   | Четвёртый   | Третий              | Второй       | Первый      | Запасной                                   | Турниры                                 |
| ------- | ----------- | ------------------- | ------------ | ----------- | ------------------------------------------ | --------------------------------------- |
| 1987—88 | Lil Werenka | Simone Handfield    | Bev Karasek  | Kathy Bacon | Бренда Бомер-Кэссиди                       | ЧК 1988 (9 место)                       |
| 1996—97 | Кэти Борст  | Хезер Годберсон     | Бренда Бомер | Кейт Хорн   | Lauren Rouse тренер: Darryl Horne          | ЧК 1997 (4 место)                       |
| 1997—98 | Кэти Борст  | Хезер Годберсон     | Бренда Бомер | Кейт Хорн   | Рона Макгрегор тренер: Darryl Horne        | КООК 1997 (5 место) · ЧК 1998 · ЧМ 1998 |
| 1998—99 | Кэти Борст  | Хезер Годберсон     | Бренда Бомер | Кейт Хорн   | Рона Макгрегор                             | ЧК 1999                                 |
| 2001—02 | Кэти Кинг   | Lawnie MacDonald    | Бренда Бомер | Кейт Хорн   | Marcy Balderston (ЧК) тренер: Darryl Horne | КООК 2001 (8 место) ЧК 2002 (5 место)   |
| 2002—03 | Deb Santos  | Jackie-Rae Greening | Бренда Бомер | Кейт Хорн   | Shannon Orsini тренер: Darryl Horne        | ЧК 2003 (6 место)                       |
| 2004—05 | Deb Santos  | Jackie-Rae Greening | Бренда Бомер | Кейт Хорн   |                                            |                                         |
| 2005—06 | Deb Santos  | Хезер Недохин       | Бренда Бомер | Кейт Хорн   |                                            |                                         |

(скипы выделены полужирным шрифтом)